# Холмський мішок

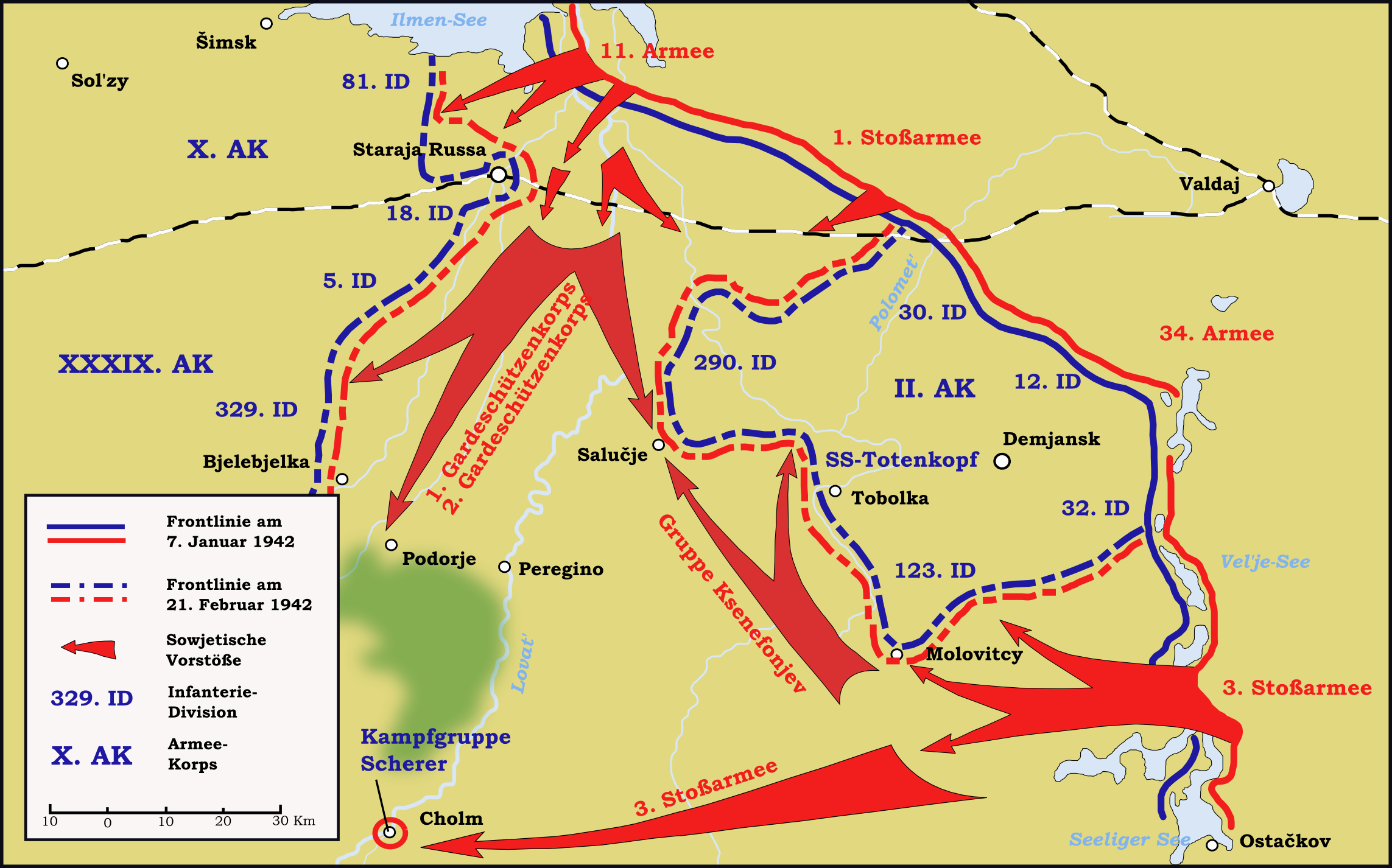
Бойові дії під час Торопецько-Холмської операції. Зима 1942

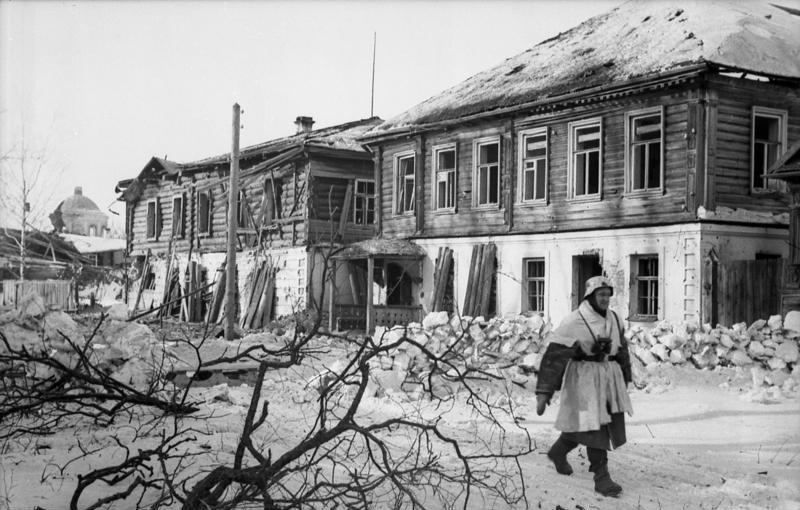
Вулиці міста Холм під час облоги

Холмський мішок (нім. Schlacht um Cholm), відомий також як Битва за Холм (23 січня — 5 травня 1942) — оборонні дії німецького гарнізону міста Холм, що опинилися в повному оточенні у наслідок проведення радянськими військами наступальної операції у ході наступу на торопецько-холмському напрямку, під час загального стратегічного наступу Червоної армії взимку 1942 року в битві під Москвою. Бойові дії за утримання міста почалися 18 січня з атаки радянських партизан на зайнятий німцями транспортний вузол Холма. Кілька днів по тому Червона армія оточила місто з усім його гарнізоном. Протягом декількох місяців Холм забезпечувався повітрям до того часу, доки у травні 1942 року німецькі частини не прорвали блокаду і не відновили зв'язок з гарнізоном.

## Історія

### Передумови
Холм — районний центр Новгородської області, що розташований на місці злиття річок Ловать і Кунья і поділяється їх руслами і високими берегами на частини. На початку 1942 року в місті мешкало близько 6100 жителів і він мав значення важливої річкової переправи з одного боку, і одночасно був транспортним вузлом на єдиної, що не залежала від погодних умов, трасі «північ-південь» між Старою Русою і Торопцем, так як більшу частину навколишнього ландшафту становили болота. 3 серпня 1941 року Холм був зайнятий частинами Вермахту й в період з серпня 1941 по січень 1942 року він служив німецьким частинам тільки в ролі бази постачання і перевалочного пункту, вдало розташованого в безпосередній близькості до лінії фронту. Він охоронявся лише частинами тилової служби та невеликими силами охоронних підрозділів. Незабаром після окупації міста в районі сформувалася бригада радянських партизан, яка незначною мірою діяла проти тилових німецьких ліній зв'язку та комунікацій.
8 січня почалися наступальні операції проти правого крила групи армій «Північ» на південь від озера Ільмень. Найближчім часом радянські частини прорвали на деяких ділянках лінію фронту німецьку оборону й продовжували розширювати прориви. Так як Верховне Командування сухопутних військ Вермахту категорично виключало варіант відступу із займаних рубежів, щоб не втратити стик з групою армій «Центр», командувач групою армій «Північ», генерал-полковник Георг фон Кюхлер, спробував «заткнути дірку» в обороні, пробиті ворожим наступом, частинами, знятими з інших ділянок. 18 січня 1942 він відкликав з цього району XXXIX-й танковий корпус, і забезпечення безпеки транспортного вузла Холм полягло на 218-ту піхотну дивізію. З'єднання дислокувалося ще в Данії, повне перебазування її до району Холма на той час ще не було завершене. У неповному складі вона з'явилася на німецько-радянському фронтові тільки 28 січня.

### Хід операції
Після того, як великий радянський наступ розпочався, він став швидко розвиватися в напрямку Ловати, й німецькі частини змушені були маневрувати. Щоб захопити цей важливий транспортний вузол, радянський начальник штабу Північно-Західного фронту генерал-лейтенант Ватутін М. Ф., спланував спільні дії з 2-ю Ленінградською партизанською бригадою під командуванням старшого лейтенанта Васильєва М. Г.. Згідно з радянськими даними, в цій операції брало участь 8 партизанських формувань у складі до 800—1000 чоловіків.
Вранці 18 січня о 4:00 ранку партизани почали наступ з трьох напрямків, головний удар завдавався із заходу, де місто було найменш укріплене. Атака була досить потужною й німецькі солдати, для яких це стало несподіванкою, до 11:00 відступили до центру міста. Там, зайнявши оборону в церкви і в'язниці ГПУ, вони успішно відбивали атаки. Радянська 33-тя стрілецька дивізія, яка повинна була підтримати партизан, проте сама була зупинена німецькими частинами східніше Холма. Раннім вечором без підтримки і боєприпасів, партизани врешті-решт змушені були відійти. Однак поодинокі сутички з партизанами тривали аж до 21 січня.

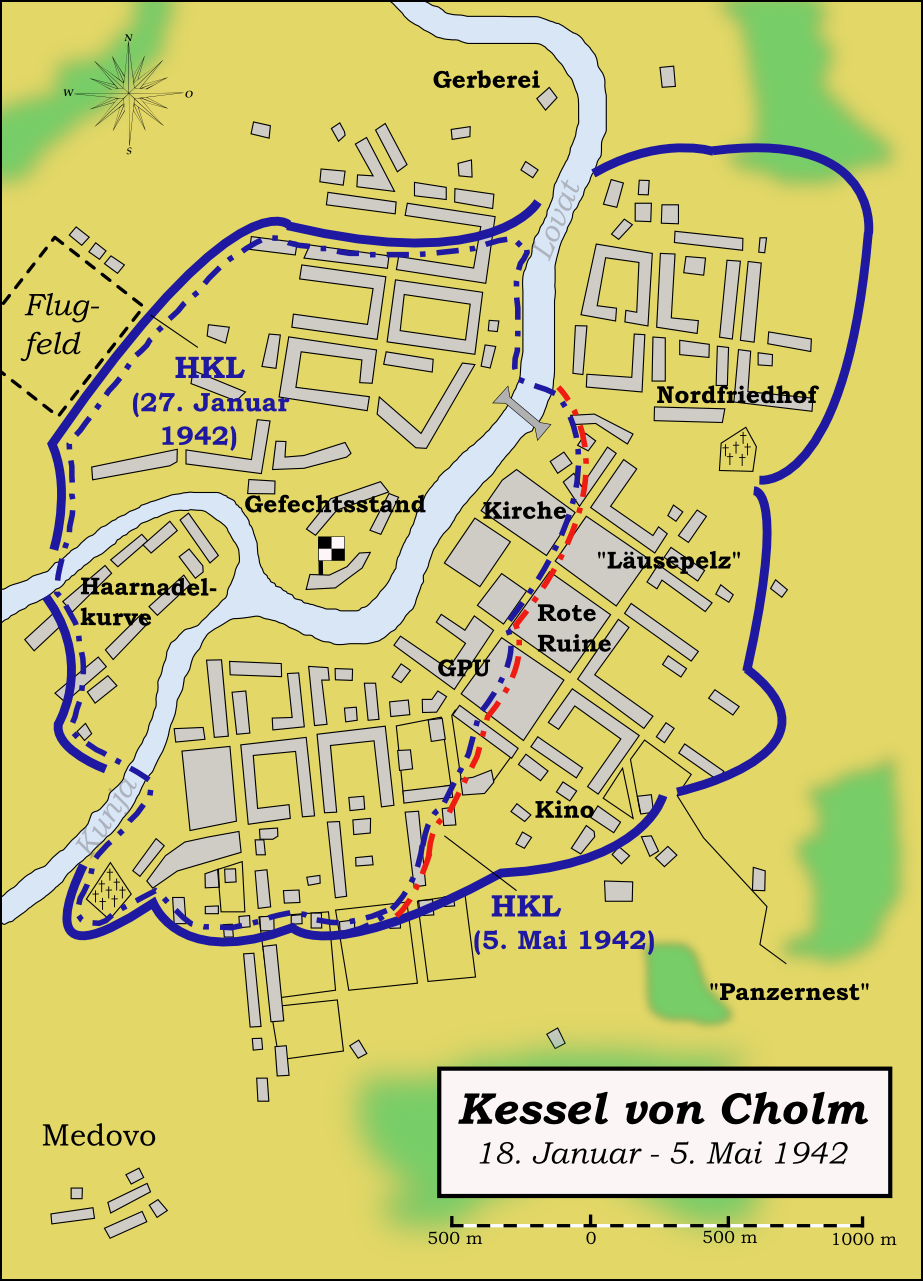
Карта боїв за Холм

У ніч на 19 січня 1942 року до Холма прибув командир 281-ї охоронної дивізії генерал-майор Теодор Шерер зі своїм штабом, який перебрав на себе загальне командування над усіма частинами поблизу міста, що залишалися для захисту районного центру. По суті це були три роти 65-го резервного поліцейського батальйону, три піхотні роти 385-го піхотного полку, частини постачання і тилового забезпечення, що опинилися в районі Холма. Спочатку вони налічували всього 3 500 осіб. Під натиском радянського наступу, зі сходу до міста відступали подальші підрозділи Вермахту, які і посилили собою, так звану «бойову групу Шерера». Таким же чином до мішка потрапили і частини 8-ї єгерської команди (нім. Jagd-Kommando 8).

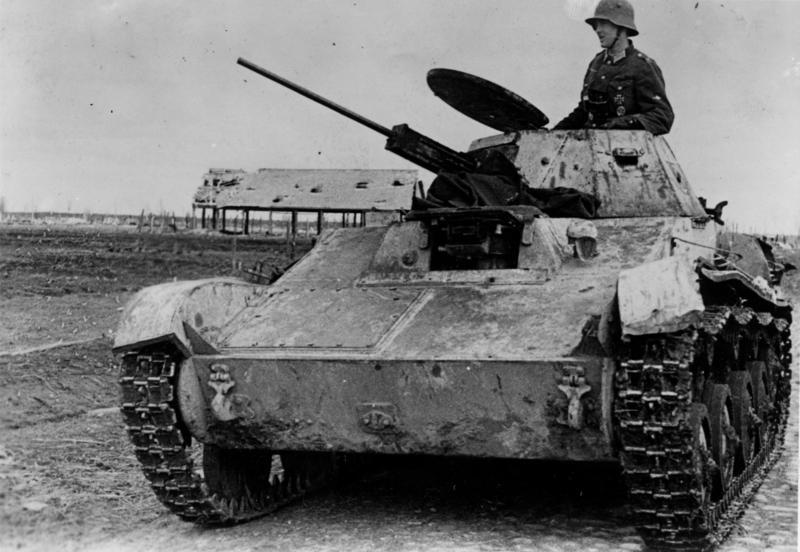
Трофейний радянський легкий танк Т-60, що використовувався німцями в боях за Холм. 21 березня 1942

Вже 16 січня 3-тя радянська ударна армія генерала Пуркаєва М. О. отримала наказ про опанування Холма до 19 січня. 17 січня, напередодні партизанського нальоту, його з'єднання стояли в 20-25 кілометрах на схід від міста біля містечка Красний Клин. Пуркаев зміг задіяти для наступу зі сходу на Холм тільки 33-тю стрілецьку дивізію (полковника Макарьева А. К.), так як танки 146-го танкового батальйону відстали через нестачу пального. Дивізія підійшла до околиць міста 20 січня, в той час, як 257-ма стрілецька дивізія і 31-ша стрілецька бригада обходили місто з півдня. До 22 січня ці три з'єднання замкнули кільце навколо Холма.

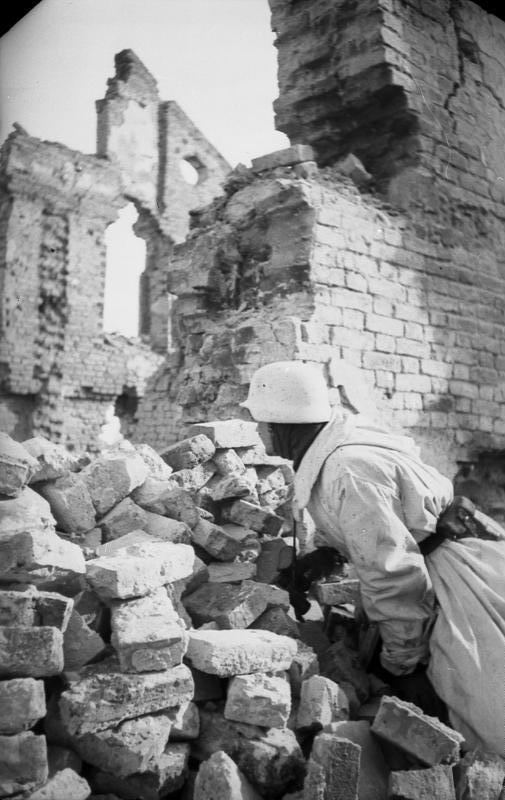
Німецький солдат під час боїв за місто Холм

Але ще 21 січня 73-й і 82-й стрілецькі полки 33-ї дивізії почали перший великий наступ з півдня з метою захоплення західній частині міста і моста через Ловать. Становище німецьких частин різко ускладнився, оскільки в мішкі вже не вистачало гранат та інших боєприпасів, а командний пункт бойової групи практично перебував на передовій.
23 січня радянські частини нарешті отримали підкріплення — 146-й окремий танковий батальйон з 13-ма танками (2 Т-34 і 11 Т-60). Т-60 того ж дня вступили в бій у східній частині міста. Стримувати атаки німцям ставало все важче, так як протитанкові гармати практично були відсутні. Тільки за допомогою шести мін, закладених на вуличних барикадах і зв'язок ручних гранат, атаку Червоної армії вдалося відбити.
25 січня стан німецьких частин погіршився ще сильніше у зв'язку з втратою продовольчих складів, підпалених під час обстрілів, вміст яких вдалося врятувати лише наполовину. Тим часом на заході від міста почали збиратися перші сили 218-ї піхотної дивізії, що прибула з Європи, та інших німецьких з'єднань. Вони формувалися командиром дивізії генерал-майором Горстом бароном фон Укерманом і відразу ж в ролі «бойової групи Укермана» прямували на деблокування Холма. 26 січня їм вдалося прорвати на південно-західному напрямку лінію зіткнення сторін; приблизно 200 піхотинців прорвалися, як підкріплення до обложених до того, як Червона армія знову замкнула кільце. Пізніше, таким же шляхом, вдалося доставити й кілька самохідних артилерійських установок. За допомогою отриманих підкріплень, «бойовій групі Шерера» вдалося відбити назад північно-західну частину міста, що знаходилася поруч з аеродромом, летовище якого було необхідним для можливого постачання по повітрю. Аж до кінця січня тривали спроби деблокади Холма. Зовні знову наступала «бойова група Укермана», якій вдалося до 31 січня просунутися в бік мішка на 10-15 кілометрів, в той час як генерал-майор Шерер зосереджував свої зусилля на з'єднання з ними.
Після того, як частини Червоної армії відбили цю спробу деблокування і при цьому самі вже протягом десяти днів атакували Холм, їх сили також вичерпалися. Полки 33-ї стрілецької дивізії через високі втрати налічували тепер по 200—300 чоловік особового складу. Тому тимчасово, з 1 лютого, наступ було призупинено. Всього за десять днів у період з 18 по 28 січня оточеним в Холмі німцям довелося витримати шість атак і 15 контратак, а також провести 20 ударів і розвідувальних вилазок. При цьому 27 атак, з яких сім було підтримано танками, відбиті. Ці запеклі бої вже призвели до високих втрат. До цього часу загинули або отримали поранення 30 офіцерів, 250 унтерофіцерів і близько 1000 рядових. Після того, як спроби деблокування з боку німецького XXXIX-го танкового корпусу і «бойової групи Укермана» через високі втрат і нестачу сил, зазнали поразки, з 27/28 січня частини в Холмі виявилися остаточно відрізаними.

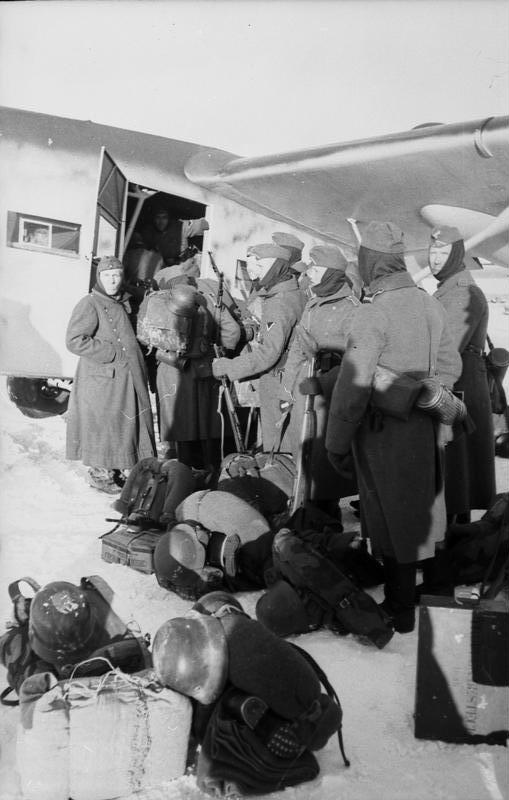
Доставка вантажів планерами Go 242 до обложеного гарнізону. Весна 1942

### Бої в мішкі
Точні сили різних з'єднань, які поступово збиралися в Холмі, сформувавши пізніше «бойову групу Шерера», не відомі. У деяких джерелах згадується 3500 чоловіків на момент оточення. Після боїв кінця січня 1942 року, ядро німецьких частин у Холмі становили ймовірно залишки 397-го піхотного полку 218-ї піхотної дивізії, 553-го піхотного полку 329-ї піхотної дивізії, а також частини 123-ї піхотної дивізії. До складу обложеного гарнізону приєдналися численні дрібні підрозділи й тилові групи, а також частини річкової флотилії ВМФ. Всього, після прильоту підкріплень, під командуванням штабу 281-ї дивізії охорони перебував особовий склад приблизно 60-ти різних формувань. Цими силами і потрібно було утримувати територію, площею близько півтора-двох квадратних кілометри (залежно від положення передової лінії фронту). При цьому невелика протяжність мішка за площею, з одного боку становила перевагу для тих, хто оборонявся, так як дозволяла ефективніше використовувати нечисленні сили і швидше оперувати в проривах і на небезпечних ділянках. З іншого боку, це означало, що весь район знаходився в зоні постійного обстрілу радянської артилерії, кожне глибоке проникнення противника утворювало непередбачувану небезпеку повного розгрому мішка і часто мала компенсуватися контратаками, які супроводжувалися високими втратами.
Точних даних про загальну чисельність радянських сил немає. Теоретично особовий склад з'єднань, що знаходилися під Холмом, становить близько 23 000 чоловіків. Очевидно, що радянські війська під Холмом були обмежені в засобах, так як головні сили 3-ї ударної армії продовжували наступати на півдні в напрямку на Великі Луки, а частина брала участь в оточенні німців в районі Дем'янська. Таким чином, під Холмом хоч і були танки, однак підтримувати піхоту в місцевих боях вони могли лише умовно, а з початком танення снігів у болотистих місцевостях мали вкрай обмежене застосування.
З початку лютого німці налагодили повітряне постачання оточеного гарнізону в Холмі. Маленький аеродром розмірами приблизно 200 на 500 метрів, що існував у західній частині міста перебував під постійним обстрілом радянської артилерії. Спочатку в перші дні лютого там ще могли приземлятися транспортні літаки типу Ju 52 172-ї ескадри спеціального призначення для розвантаження людей і техніки. Хоча це було пов'язано з високими ризиками та втратами; так, лише 3 лютого три літаки були збиті радянськими літаками. В цілому ескадра втрачала до 5-ти з 7-ми задіяних машин кожного разу. Тому, вже 9 лютого повітряний міст був знову скасований, замість нього почали застосовувати контейнери («Фау-бомби»), що скидалися на парашутах бомбардувальниками типу He 111 4-ї та 53-ї бомбардувальних ескадр, а пізніше використовували й вантажні планери типу Go 242 і DFS 230. Однак повністю гарантувати забезпечення гарнізону в такій спосіб Люфтваффе було не в змозі. Стан справ з постачанням незабаром став настільки катастрофічним, що незважаючи на високі втрати, пов'язані з повітряним мостом, наприкінці лютого і в середині березня знову періодично підключали Ju 52 для того, щоб забезпечити гарнізон найнеобхіднішим і доставити підкріплення.
Всього під час блокади оточені в Холмі частини отримали близько 7000 контейнерів. Для того, щоб скинути «Фау-бомби» точно в ціль, He 111 змушені були летіти не вище 400 метрів, несучи при цьому великі втрати. Всього при постачанні Холму було втрачено 55 літаків (27 Ju 52 і 28 He 111).
Використання вантажних планерів, у зв'язку з їх високою вантажопідйомністю, виявилося найбільш ефективним. З їх допомогою до міста були доставлені найважливіші матеріали і підкріплення, зокрема і протитанкова гармата з обслугою, зенітна гармата, важкий міномет, обладнання для радіостанції, офіцер медслужби, офіцер-артилерист і 19 чоловік підкріплення. Всього в Холмі приземлилося 80 планерів з 200-ми тоннами вантажу. Оскільки з кожним планером до мішка прибували і три людини екіпажу, які вже не могли повернутися назад, гарнізон отримував постійне поповнення особовим складом. Коли околиці аеродрому і саме льотне поле в мішкі були частково втрачені, вантажні планери приземлялися прямо на широкі вулиці міста. Незабаром після того, як Червона армія зайняла окремі райони, в розпорядженні гарнізону залишилася одна придатна для цих цілей вулиця.

### Умови життя в мішкі
Оточені в Холмському мішкі страждали перш за все від двох факторів: по-перше від погодних умов і по-друге від браку забезпечення. У лютому стояли морози до 40—46 °C, що не могло не призводити до численних обморожень, так як спочатку не вистачало зимової екіпіровки й її потрібно було доставити по повітрю. Навіть у середині березня температура опускалася до 30 °C, часто відбувалися сильні снігопади і хуртовини. Оскільки постачання продовольством теж йшло за допомогою контейнерів, що скидалися, щоденний раціон був украй бідним. До кінця березня були забиті практично усі в'ючні тварини, поки командування не наклало заборону на останніх 50 коней, які були необхідні для службових цілей (буксирування планерів і гармат). У квітні щоденний хлібний пайок знизився до 300 грам. До 8 лютого понад 500 хворих і поранених було вивезено Ju 52, потім польоти були припинені.

### Хід подальших бойових дій
Після боїв кінця січня, в наступні дні панував відносний спокій, навіть з урахуванням того, що мішок знаходився під безперервним артилерійським обстрілом. 13 лютого, радянські війська, що оточили Холм почали новий великий наступ. У центрі оборони знаходилася будівля в'язниці ГПУ, одне з небагатьох міцних будівель у місті, яке стало найважливішим опорним пунктом у системі оборони німецьких військ. Наступними днями солдати Вермахту змушені були частково відступити з північно-західного району та зі східної частини міста.
ОКГ оцінило ситуацію, як вкрай загрозливу та, попри на пов'язаний з цим ризик, ухвалило рішення послати в мішок літаками Ю-52 III батальйон 1-ї авіапольової дивізії Люфтваффе. Введення цих підкріплень дав оборонцям німцям можливість відбивати радянські атаки до 26 лютого.
У наступні тижні великих наступів не було, але тим не менш не минало й дня без дрібних сутичок на лінії фронту в мішкі. Це були або радянські атаки з німецькими контратаками, або битви за контейнери. По оточеному гарнізону йшов безперервний обстріл радянською артилерією. Для її придушення, обложені підтримувалися бойовими підрозділами Люфтваффе, пікіруючі бомбардувальники яких отримували координати на цілі по радіо. Німецька артилерія, що розташовувалася в 12-ти кілометрах, також часто надавала допомогу силам деблокування. Її завданням було виявлення і знищення концентрацій радянських військ.

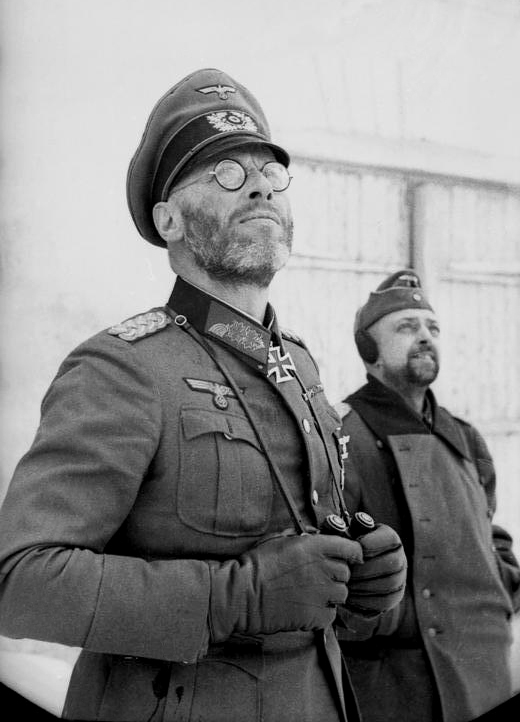
Командир 281-ї дивізії охорони, очільник гарнізону міста Холм під час облоги генерал-майор Теодор Шерер. Січень 1942

До середини березня радянські солдати захопили дев'ять кам'яних будинків і кладовище в північно-східній частині міста. З початку до середини квітня Червона армія відновила атаки, щоб скористатися перевагами, зумовленими зміною погоди. Їм вдалося, за масованої підтримки артилерії і танків, зайняти північну і північно-східну частини міста. Потім радянський наступ видихнувся. Але тільки в цих боях «бойова група Шерера» втратила близько 500 чоловік убитими і пораненими. Друга половина квітня протікала відносно спокійно.

### Деблокування
Після оточення Холма, командування групи армій «Північ» було не в змозі відразу вжити необхідних контрзаходів. ОКХ планувало подальший великий наступ з метою прориву в мішок на 5 березня. Однак воно зірвалося через погодні умови, температура впала до −40 °C. Крім того, вже на підготовчому етапі, частини зазнали великих втрат від радянської артилерії. Тим часом 20 березня 1942 року керівництво над групою прийняв новопризначений командиром 218-ї піхотної дивізії оберст Віктор Ланг, і тепер група стала називатися «бойова група Ланга». З середини квітня група піддавалася численним радянським атакам і змушена була перейти до оборони на зовнішньому рубежі оточення. Лише до кінця місяця з'явилася нова можливість для деблокування мішка.
Повторний прорив здійснювався головними силами 218-ї піхотної дивізії, 441-м піхотним полком 122-ї піхотної дивізії і 184-ю батареєю штурмових гармат. Радянське командування відреагувало на це спробою «розчавити» мішок раніше, ніж до нього встигне підійти «група Ланга». Тому ввечері 30 квітня радянська сторона відкрила по мішку ураганний вогонь, який повторився 1 травня з 3:45, до того, як о 5:45 Червона армія почала наступ з усіх напрямків.
Удар завдавався силами піхоти за підтримки танків зі сходу і північного заходу; в атаку із заходу, з боку аеродрому йшла тільки піхота. Весь цей час позиції німецьких військ піддавалися сильному артилерійському обстрілу. Атаку з північного заходу вдалося до 7:00 зупинити, але на сході склалася критична ситуація. Там вже на початку бою противнику вдалося вивести з ладу єдину протитанкову гармату. До 9:00 закінчилися боєприпаси для важких гармат і ворожі танки зламали лінію оборони. Тому генерал-майор Шерер терміново запросив про повітряну підтримку і підкріплення, а також про прискорення прориву з боку «групи Ланга». Дійсно, через кілька годин з'явилися німецькі пікіруючі бомбардувальники і вантажний планер з новою гарматою, за допомогою якої німцям вдалося зупинити радянські танки в східній частині міста. До 12:45 Шерер доповів про те, що атака противника відбита. Зрозуміло, спустошливий артилерійський вогонь завдав сильні втрати. На «пяточок» площею чи ні в 2 квадратних кілометри, цього дня впало понад 1 500 снарядів. За німецькими оцінками (на той час) в бою загинуло близько 100 німців і приблизно 600 радянських солдатів.
2 травня хоч розпочалися нові атаки і бомбардування, проте в набагато меншому масштабі, ніж до цього. Лише 3 травня радянський наступ на Холм відновився, в результаті чого сталися чергові прориви лінії оборони Червоною армією. При цьому вона зазнала втрат в кількасот солдатів і 13 танків. До 4 травня Група Ланга, як і раніше зустрічаючи «запеклий опір противника», дуже повільно просувалася вперед. Лише вранці 5 травня 1942 року в 6:20 ударна група за підтримки штурмової артилерії під командуванням лейтенанта барона фон Гогенхаузера досягла Холма. До 16:10 був прокладений кабель телефонного зв'язку, а о 16:25 в Холм увійшов повноцінний батальйон з «групи Ланга».
Хоча відразу після деблокади мішка, в Холм негайно прибули для інспекції командир 32-го танкового корпусу, генерал танкових військ Ганс-Юрген фон Арнім і командувач 16-ю армією генерал-полковник Ернст Буш, бої за місто тривали. Лише 18 травня радянські війська відступили з південної околиці, а північна частина була зайнята німцями знову 8 червня 1942 року. Місто Холм залишалося під німецькою окупацією до тих пір, поки не було здано без бою 21 лютого 1944 року. Всього в боях у мішкі загинуло 1550 німецьких солдатів, ще близько 2200 було поранено. Про радянські втрати конкретних даних у літературі немає.

## Сприйняття і реакція

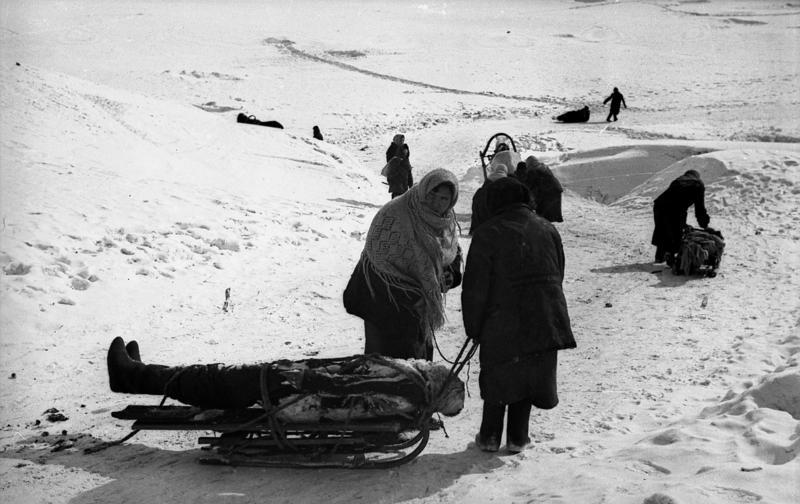
Російські жінки ховають померлих. 1942

### Німецька сторона
Під час боїв німецьку громадськість не інформували про існування Холмського мішка. У зведеннях Вермахту коротко повідомлялося: «У північній частині Східного фронту передові частини успішно стримують переважаючі сили противника». І тільки 6 травня, після успішної деблокади гарнізону, у зведеннях Вермахту повідомили, що «бойова група Шерера» більше трьох місяців перебувала в повному оточенні. Хоча, генерал-майор Шерер ще 21 лютого був удостоєний Лицарського хреста Залізного хреста.
У наступні місяці облогу Холма нацистська пропаганда широко використовувала, як «яскравий приклад стійкості та мужності німецьких вояків». Солдати, які брали участь у боях нагороджувалися Холмським щитом.

### Радянська сторона
Облога Холма практично взагалі не згадувалась у радянській публіцистиці. В офіційній історії Великої Вітчизняної війни тільки повідомляється про те, що в районі Холма була оточена 218-та піхотна дивізія, але про бої не говориться взагалі нічого. На оперативних картах Червоної армії в радянській літературі, лінія фронту завжди проходила на схід від Холма, таким чином, що місто ніколи не опинявся в тилу радянських військ. Після краху СРСР вийшов ряд робіт з оперативним аналізом війни, в яких послідовно простежуються події, в тому числі й битва за Холм.
Число мирних жителів, що залишалися в місті у період боїв, умови їх життя і кількість жертв, досі залишається невідомим.

### Воєнні злочини
Серед полеглих в битві були також 105 членів 65-го резервного поліцейського батальйону Вермахту. У пам'ять про внесок батальйону в успішну оборону мішка, в подальшому він отримав право називатися «Холм», проте батальйон здобув сумну популярність своєю особливою жорстокістю, яка відрізняла його в період всієї війни. Під час оборони Холма батальйон також відзначився самовільними і необґрунтованими нападами на мирне населення і щонайменше одним вбивством, яке розслідувалося.